# Parc régional du Delta du Pô
Le parc régional du Delta du Pô (Vénétie) est une aire protégée de la région de Vénétie .

## Territoire
Il s’étend du cours du Pô de Goro jusqu’au fleuve Adige et comprend le territoire des 9 communes de  Rosolina, Porto Viro, Loreo, Adria, Papozze, Ariano nel Polesine, Corbola, Taglio di Po, Porto Tolle, toutes en province de Rovigo, avec une population d’environ 73 000 habitants à l’intérieur du parc.
Il fait partie du parc interrégional delta du Pô ensemble avec le parc régional du delta du Pô d'Émilie-Romagne.
La formation du delta du Pô est dû au dépôt progressif des alluvions et sédiments apportés par le fleuve Pô ; ceci pendant une longue période, accentuée depuis le début du XVIIe siècle à cause du détournement d’un bras du Pô à Porto Viro (Taglio di Porto Viro) par les vénitiens. Ce phénomène à causé le déplacement de la ligne de côte de l’Adriatique. Si au XVIIe siècle, cet ensablement fut une catastrophe pour les ports existants de la province de Ferrare appartenant aux États pontificaux, aujourd’hui c’est une zone extrêmement riche en matière de biodiversité, et qui continue à croître.  

## Flore et faune
Le parc du delta du Pô possède la plus vaste extension de zone humide protégée d’Italie. Grâce à  la variété des milieux ambiants, la flore est extrêmement riche avec environ un millier d’espèces diverses. Le même résultat se vérifie pour la faune qui compte quelque 400 espèces différentes (mammifères, reptiles, amphibiens et poissons). 
La variété d’oiseaux, dépassant les 300 espèces, fait du delta du Pô la plus importante zone ornithologique d’Italie et une des plus connues d’Europe pour les passionnés d’ornithologie.
Parmi les amphibiens il faut mentionner la présence du rare pélobate brun.

## Structure d’accueil

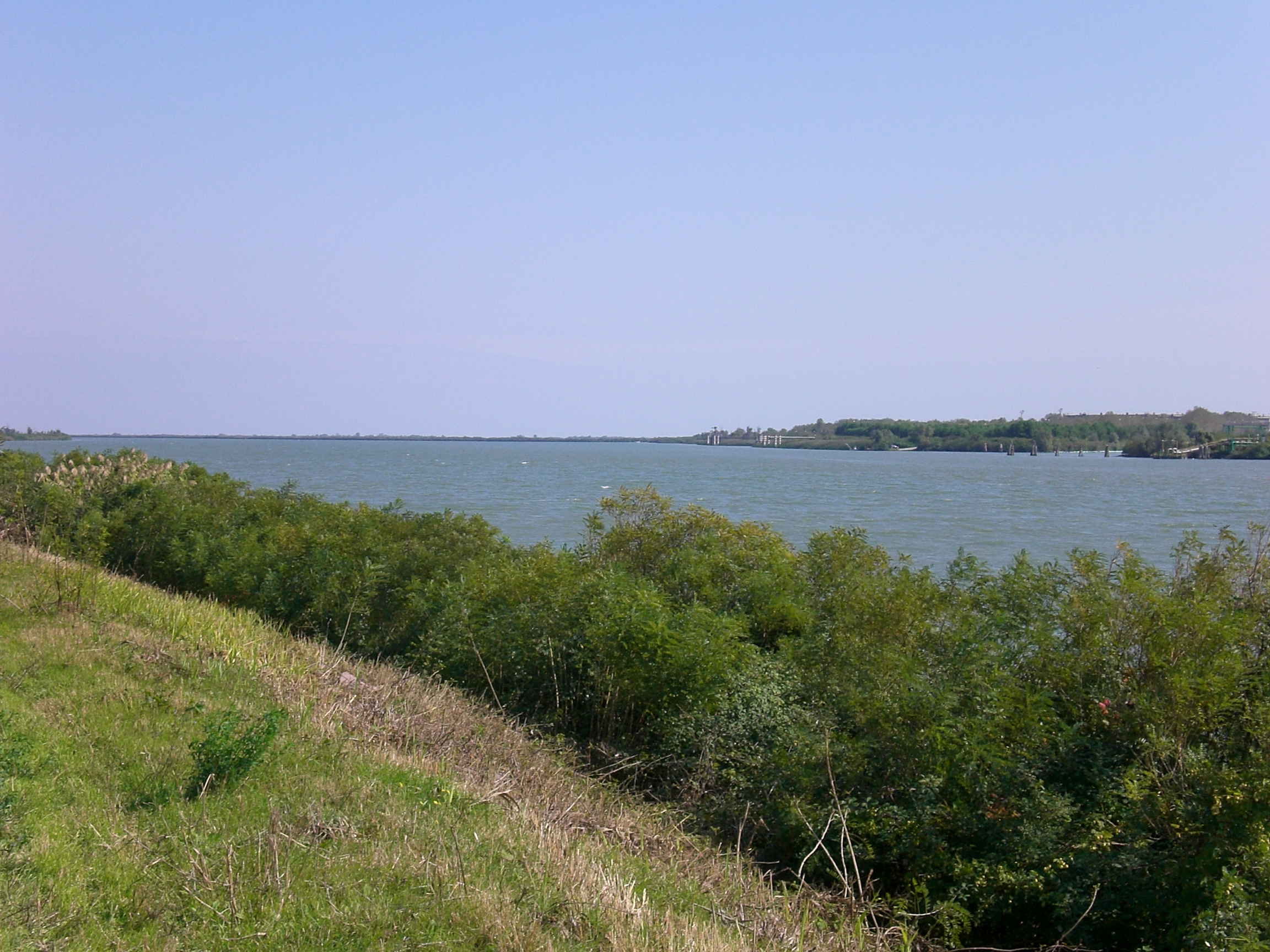
le Pô près de Pila.

Les plus importants centres visités du parc sont:
- le Musée régional de la bonification 44° 56′ 41″ N, 12° 16′ 52″ E, à Ca' Vendramin hameau de Taglio di Po;
- le Jardin Botanique Litoraneo de Vénétie 45° 06′ 18″ N, 12° 19′ 34″ E, en localité Porto Caleri à Rosolina Mare;
- le Centre Touristique Culturel de San Basilio 44° 57′ 00″ N, 12° 10′ 44″ E, hameau de Ariano nel Polesine;
- la Golena di Ca' Pisani 44° 57′ 47″ N, 12° 19′ 52″ E, hameau de Porto Viro;
- l'Oasi di Ca' Mello 44° 52′ 26″ N, 12° 23′ 17″ E, hameau de  Porto Tolle.

## Note
1. ↑  (it) « L'Area Protetta », Parco Regionale Veneto del Delta del Po, sur Federparchi (consulté le 25 octobre 2012)
2. ↑  Liste officielle des zones protégées (EUAP) Gazzetta Ufficiale n. 125 du 31 mai 2010.
3. ↑  « http://www.parcodeltapo.org/dettaglio.php?id=5404 »(Archive.org • Wikiwix • Archive.is • Google • Que faire ?)

## Sources
- (it) Cet article est partiellement ou en totalité issu de l’article de Wikipédia en italien intitulé « Parco regionale del Delta del Po (Veneto) » (voir la liste des auteurs) le 24/10/2012.